# John August

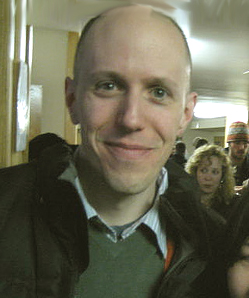
John August

John August, pseudônimo de John Meise (Boulder, Colorado, 4 de Agosto de 1970), é um roteirista americano e diretor que escreveu roteiros para vários filmes, como: "Os Anjos de Charlie" (Charlie's Angels) (2000), "Charlie's Angels: Potência Máxima" (Charlie's Angels: Full Throttle) (2003), "O Grande Peixe" (Big Fish) (2003), "Charlie e a Fábrica de Chocolate" (Charlie and the Chocolate Factory) (2005) e "Os Noves" (The Nines) (2007).